# Thomas Stauch
Thomas Stauch, detto Thomen, noto anche con lo pseudonimo di The Omen (Krefeld, 11 marzo 1970), è un musicista tedesco.
È stato il batterista della band power metal tedesca Blind Guardian fino all'aprile 2005, ponendo fine ad una militanza nel gruppo che ebbe origine nel 1985, anno di fondazione del gruppo.

## Carriera
Thomen si unì alla band fino agli esordi (1985), essendo amico e compagno di scuola degli altri membri dei Blind Guardian. Nel 2004 ha fondato i Savage Circus, con cui ha pubblicato il primo disco, Dreamland Manor, nel 2005. Inoltre suona anche con i Coldseed nei quali militano anche il frontman dei Soilwork Björn "Speed" Strid, Oliver Holzwarth e Michael Schuren (rispettivamente bassista e tastierista dei Blind Guardian).
Nel 2014 fonda assieme a Roland Grapow (Masterplan, ex Helloween) la band Serious Black, tra i componenti anche il bassista Mario Lochert, il chitarrista Dominik Sebastian, il tastierista Jan Vacik e il cantante Urban Breed. Il debut album As Daylight Breaks esce a gennaio 2015 .

## Curiosità
- È sposato e attualmente vive a Meerbusch[senza fonte].
- Secondo il sito ufficiale dei Savage Circus, Thomen è attualmente afflitto da una seria malattia[2].
- Ad agosto i Savage Circus hanno comunicato la fine del rapporto con Thomas a causa delle ripetute cancellazioni dei concerti per la sua malattia[senza fonte].
- Il 19 aprile 2012 i Savage Circus hanno annunciato il ritorno nella band di Thomen[3]

## Discografia

### Con i Blind Guardian

#### Demo
- Symphonies of Doom (1986)
- Battalions of Fear (1987)

#### Album studio
- Battalions of Fear (1988)
- Follow the Blind (1989)
- Tales from the Twilight World (1990)
- Somewhere Far Beyond (1992)
- Imaginations from the Other Side (1995)
- The Forgotten Tales (1996)
- Nightfall in Middle-Earth (1998)
- A Night at the Opera (2002)

#### Live
- Tokyo Tales (1993)
- Live (2003)

### Con gli Iron Savior
- Iron Savior (1997)

### Con i Savage Circus
- Dreamland Manor (2005)
- Of Doom And Death (2009)

### Con i Coldseed
- Completion Makes the Tragedy (2006)

### Con i Serious Black
- As Daylight Breaks (2015)